# Mokopane
Mokopane (historisch: Potgietersrus) is een plaats in de Zuid-Afrikaanse provincie Limpopo.
Potgietersrus telt ongeveer 30.000 inwoners. De plaats was aanvankelijk vernoemd naar de laatste rustplaats van commandant-generaal Piet Potgieter, die bij het beleg van Makapansgrot sneuvelde, maar heet sinds 2003 officieel Mokopane.

## Subplaatsen
Het nationaal instituut voor de statistiek, Stats SA, deelt sinds de census 2011 deze hoofdplaats in in 10 zogenaamde subplaatsen (sub place), waarvan de grootste zijn:
Mokopane Central • Piet Potgietersrust Ext 19.